# Wójtowo (gmina Barczewo)
Wójtowo (dawniej niem. Fittigsdorf) – wieś w Polsce położona w województwie warmińsko-mazurskim, w powiecie olsztyńskim, w gminie Barczewo. W latach 1975–1998 miejscowość należała administracyjnie do województwa olsztyńskiego.
W roku 2021 we wsi mieszkało 1467 osób, z czego 50,5% mieszkańców stanowiły kobiety, a 49,5% mężczyźni.
Wójtowo położone jest na Warmii, na trasie Olsztyn – Barczewo, oddalona 3 km od Olsztyna i 9 km od Barczewa, położona między Klebarkiem Małym, a Nikielkowem.

## Komunikacja i transport

### Transport drogowy
- przez miejscowość przebiega droga krajowa nr : Dolna Grupa  – Wójtowo – Przejście graniczne Ogrodniki

W granicach miejscowości droga przebiega obwodnicą, która została wybudowana w 2004 roku. W przyszłości w Wójtowie mają powstać dwa węzły drogowe, które mają połączyć południową obwodnicę Olsztyna z północno-wschodnią obwodnicą Olsztyna.

### Transport lokalny
- MPK Olsztyn, linie: podmiejska 114 sezonowa 304
- PKS Olsztyn, prywatne linie autobusowe
- Busy: Olsztyn Dworzec PKS – Barczewo

## Historia
Wieś lokowana w 1359 roku, kiedy to wójt kapituły warmińskiej Henryk z Wopów kupił 40 włók lasu i 5 włók puszczy, przy rzece Sorteyke, w pobliżu jezior Amelung (obecnie Jezioro Klebarskie) i Kukulinge (obecnie Kukląg), celem założenia majątku ziemskiego na prawie chełmińskim. Henryk był synem zmarłego rycerza Ernesta, wójta kapituły warmińskiej. Henryk, jako zasadźca uzyskał prawo do większego i mniejszego sądownictwa z prawem wszelkiego użytku. Czynsz w wysokości dwóch kamieni wosku na świece do katedry (potem został zwolniony z jednego kamienia) miał być płacony na święta Bożego Narodzenia. Ponadto otrzymał dożywotnie prawo połowu ryb małymi narzędziami na własne potrzeby w jeziorze Klebarskim, a jego spadkobiercy w jeziorze Kukląg.
W 1470 r. majątek ziemski przekształcono w wieś czynszową, a włóki czynszowe włączono do wsi Bogdany i Skajboty. Od 1478 roku właścicielem majątku był Albrecht von Wittchenwalde. Później kapituła odkupiła majątek i przekształciła go w wieś czynszową. W tym czasie we wsi był jeden sołtys i jedna karczma.
W roku 1500 odnotowano 4 włóki leżące odłogiem. Pola uprawiane nosiły nazwy: Pupki, Marchwiaki i Rogostki. Przy wsi było bagno, zwane Kociołek, a po wykonaniu prac melioracyjnych istniejące jeziorko Kiestrój wkrótce wyschło.
Odnowiony dokument lokacyjny wieś otrzymała w 1514 roku. Zapisano w nim, że z 45 włók, na których rozpościerał się dawny majątek, sołtys Peter Kratel otrzymał 1,5 włóki. Wyszczególniono, że za włóki czynszowe trzeba było wnosić coroczną opłatę w wysokości połowy marki za jedną włókę. Z tego trzy czwarte czynszu otrzymać miał zarząd pogrzebowy oraz magister, który odmawia godzinki w katedrze fromborskiej. Wójtowo odwiedził czterokrotnie Mikołaj Kopernik, w czasie gdy przebywał na terenie komornictwa olsztyńskiego. Dwukrotnie w 1516 roku i dwukrotnie w 1517 roku dokonywał lokacji pustych włók, przydzielił 2,5 włóki na rzecz Jorge Woytecka i kolejne 2 włóki na rzecz Marcina, ponadto zatwierdził kupno wolnych włók przez Jakuba ze Skajbot. Bezdzietny Urban Stary („stary z wieku i nazwiska”) z Wójtowa, mimo ciążących na nim zaległości, uzyskał od Kopernika wolność i zgodę na opuszczenie wsi.
Po raz kolejny odnowiony dokument lokacyjny wystawiono na prośbę sołtysa Clemensa Brauna w latach 1653–1660. Przed rozbiorem Polski, w roku 1772 sołtysem był Peter Braun, karczmarzem Hans Schenk, a kowalem Caspar Schulz. W tym czasie we wsi było 16 chłopów czynszowych, 9 zagrodników, pastuch i bartnik. W roku 1772, decyzją rząd pruskiego, wieś pod nazwą Fittichsdorf przeszła na własność prywatną.
Według spisu ludności z dnia 3 grudnia 1861 roku w Wójtowie nie było ani jednego Niemca, sami Polacy. W 1897 r. w Wójtowie powstała polska biblioteczka w ramach Towarzystwa Czytelni Ludowych. Księgozbiorem opiekował się Józef Sobolewski i niejaki Zink.
W czasie I wojny światowej, w czasie przemarszu wojsk rosyjskich, spłonęło jedno zabudowanie gospodarcze.
W plebiscycie z 1920 roku mieszkańcy Wójtowa oddali 220 głosów za Prusami Wschodnimi, 60 głosów za Polską. W latach 1922–1939 na terenie wsi działał Związek Polaków w Niemczech, do którego należało 11 osób (w tym Jan Meyk).
W 1932 roku we wsi były dwa duże majątki, właścicielem jednego był August Jagalski a drugiego i Teofil Klimmek.
W roku 1939 we wsi mieszkało 375 osób.

## Instytucje publiczne
- sołectwo Wójtowo[7]

## Społeczeństwo
Mieszkańcy Wójtowa chcąc wspólnie działać na rzecz rozwoju swojej wsi, w lipcu 2007 roku założyli Stowarzyszenie „Wspólne Wójtowo”. Od chwili powstania stowarzyszenie wielokrotnie występowało w imieniu mieszkańców do władz lokalnych oraz instytucji publicznych, dbając o interesy wójtowian. Jedną z najważniejszych inicjatyw było opracowanie Planu odnowy miejscowości Wójtowo na lata 2009–2016 oraz zaakceptowanie go przez władze gminy Barczewo. Plan ma na celu poprawę estetyki miejscowości oraz powstania ośrodków kulturalnych i sportowych w miejscowości. Finansowanie zadań z planu przewidziane jest ze środków gminy oraz Unii Europejskiej.www.stowarzyszenie.wojtowo.pl

## Gospodarka
Na terenie Wójtowa znajduje się kilka małych firm oraz jednoosobowych przedsiębiorstw, jednak zdecydowana większość mieszkańców pracuje poza miejscowością (przede wszystkim w Olsztynie i Barczewie). Niewielka część mieszkańców wsi zajmuje się rolnictwem. Największymi pracodawcami w Wójtowie są:
- OLMEX S.A. (Przedsiębiorstwo Badawczo-Wdrożeniowe)
- MAZUR TOM (przemysł metalowy)
- ART-MET (przemysł metalowy)
- Elektropol Olsztyn (energetyka)
- Ol-Flora Sp. z o.o. (ogrodnictwo)
- hotel Hier-Man
- zakłady obróbki drewna

## Kościoły i związki wyznaniowe

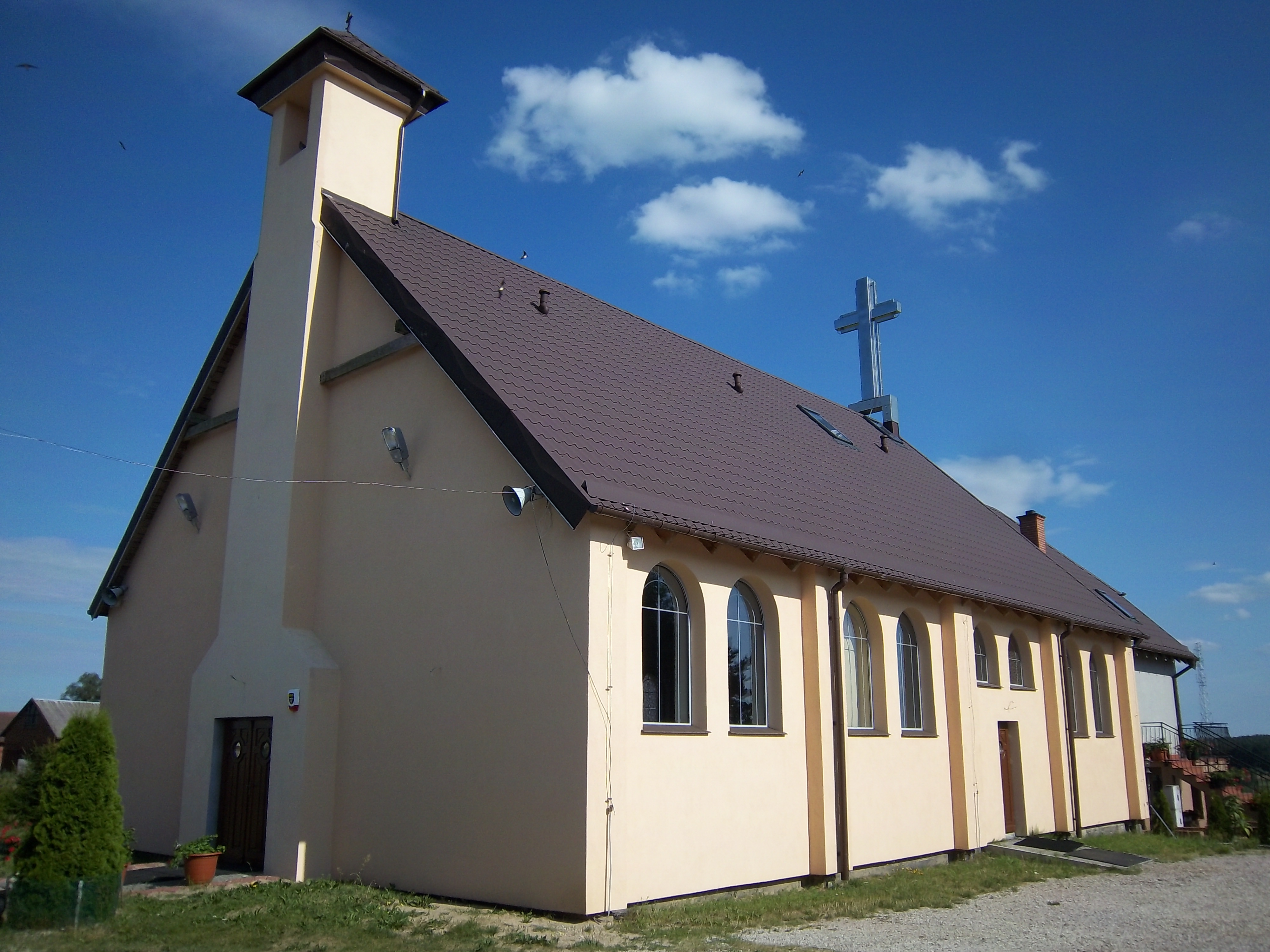
Kościół pw. NMP Królowej Męczenników

- rzymskokatolicka parafia w Wójtowie, której siedzibą jest kościół Najświętszej Maryi Panny Królowej Męczenników w Wójtowie

## Osoby związane z Wójtowem
- Augustyn Klimek – polski nauczyciel, działacz społeczny i samorządowiec